# ヒメソウゲンライチョウ
ヒメソウゲンライチョウ（姫草原雷鳥、学名：Tympanuchus pallidicinctus）は、キジ目ライチョウ科に分類される鳥類の一種。

## 分布
アメリカ　（固有種）

## 形態
特徴は写真参照。

## 絶滅危惧評価
VULNERABLE (IUCN Red List Ver. 3.1 (2001))

- 推定生息数：20,000羽
- 継続的減衰